# SunTrust Indy Challenge de 2007
O SunTrust Indy Challenge de 2007 foi a nona corrida da temporada de 2007 da IndyCar Series. A corrida foi disputada no dia 30 de junho no Richmond International Raceway, localizado na cidade de Richmond, Virgínia. O vencedor foi o escocês Dario Franchitti, da equipe Andretti-Green Racing.

## Pilotos e Equipes
| Nº | Piloto            | Equipe                   | Chassis | Motor | Pneu |
| -- | ----------------- | ------------------------ | ------- | ----- | ---- |
| 2  | Tomas Scheckter   | Vision Racing            | Dallara | Honda | F    |
| 3  | Hélio Castroneves | Team Penske              | Dallara | Honda | F    |
| 4  | Vitor Meira       | Panther Racing           | Dallara | Honda | F    |
| 5  | Sarah Fisher      | Dreyer & Reinbold Racing | Dallara | Honda | F    |
| 6  | Sam Hornish Jr.   | Team Penske              | Dallara | Honda | F    |
| 7  | Danica Patrick    | Andretti-Green Racing    | Dallara | Honda | F    |
| 8  | Scott Sharp       | Rahal Letterman Racing   | Dallara | Honda | F    |
| 9  | Scott Dixon       | Chip Ganassi Racing      | Dallara | Honda | F    |
| 10 | Dan Wheldon       | Chip Ganassi Racing      | Dallara | Honda | F    |
| 11 | Tony Kanaan       | Andretti-Green Racing    | Dallara | Honda | F    |
| 14 | Darren Manning    | A. J. Foyt Enterprises   | Dallara | Honda | F    |
| 15 | Buddy Rice        | Dreyer & Reinbold Racing | Dallara | Honda | F    |
| 17 | Jeff Simmons      | Rahal Letterman Racing   | Dallara | Honda | F    |
| 20 | Ed Carpenter      | Vision Racing            | Dallara | Honda | F    |
| 22 | A. J. Foyt IV     | Vision Racing            | Dallara | Honda | F    |
| 23 | Milka Duno (R)    | SAMAX Motorsport         | Dallara | Honda | F    |
| 26 | Marco Andretti    | Andretti-Green Racing    | Dallara | Honda | F    |
| 27 | Dario Franchitti  | Andretti-Green Racing    | Dallara | Honda | F    |
| 55 | Kosuke Matsuura   | Panther Racing           | Dallara | Honda | F    |

- (R) - Rookie

## Resultados

### Treino classificatório
Por causa da chuva não houve treino classificatório, e a ordem de largada foi determinada pela classificação de cada carro no campeonato.
| 1         | 27 | Dario Franchitti  | Andretti-Green Racing    | 306 |
| 2         | 11 | Tony Kanaan       | Andretti-Green Racing    | 255 |
| 3         | 9  | Scott Dixon       | Chip Ganassi Racing      | 254 |
| 4         | 10 | Dan Wheldon       | Chip Ganassi Racing      | 252 |
| 5         | 6  | Sam Hornish Jr.   | Team Penske              | 242 |
| 6         | 3  | Hélio Castroneves | Team Penske              | 226 |
| 7         | 8  | Scott Sharp       | Rahal Letterman Racing   | 199 |
| 8         | 7  | Danica Patrick    | Andretti-Green Racing    | 185 |
| 9         | 4  | Vitor Meira       | Panther Racing           | 185 |
| 10        | 2  | Tomas Scheckter   | Vision Racing            | 171 |
| 11        | 17 | Jeff Simmons      | Rahal Letterman Racing   | 153 |
| 12        | 15 | Buddy Rice        | Dreyer & Reinbold Racing | 150 |
| 13        | 14 | Darren Manning    | A. J. Foyt Enterprises   | 150 |
| 14        | 26 | Marco Andretti    | Andretti-Green Racing    | 149 |
| 15        | 20 | Ed Carpenter      | Vision Racing            | 147 |
| 16        | 5  | Sarah Fisher      | Dreyer & Reinbold Racing | 142 |
| 17        | 22 | A. J. Foyt IV     | Vision Racing            | 132 |
| 18        | 55 | Kosuke Matsuura   | Panther Racing           | 120 |
| 19        | 23 | Milka Duno (R)    | SAMAX Motorsport         | 57  |
| Relatório |    |                   |                          |     |

- (R) - Rookie

### Corrida
| Corrida - 30 de junho | Corrida - 30 de junho | Corrida - 30 de junho | Corrida - 30 de junho    | Corrida - 30 de junho | Corrida - 30 de junho | Corrida - 30 de junho | Corrida - 30 de junho | Corrida - 30 de junho |
| Pos                   | Nº                    | Piloto                | Equipe                   | Voltas                | Tempo                 | Largada               | Voltas na Liderança   | Pontos                |
| --------------------- | --------------------- | --------------------- | ------------------------ | --------------------- | --------------------- | --------------------- | --------------------- | --------------------- |
| 1                     | 27                    | Dario Franchitti      | Andretti-Green Racing    | 250                   | 1:24:19.6684          | 1                     | 241                   | 53                    |
| 2                     | 9                     | Scott Dixon           | Chip Ganassi Racing      | 250                   | +0.4194               | 3                     | 0                     | 40                    |
| 3                     | 10                    | Dan Wheldon           | Chip Ganassi Racing      | 250                   | +1.3629               | 4                     | 0                     | 35                    |
| 4                     | 11                    | Tony Kanaan           | Andretti-Green Racing    | 250                   | +2.9088               | 2                     | 8                     | 32                    |
| 5                     | 15                    | Buddy Rice            | Dreyer & Reinbold Racing | 250                   | +5.9130               | 12                    | 0                     | 30                    |
| 6                     | 7                     | Danica Patrick        | Andretti-Green Racing    | 250                   | +6.3619               | 8                     | 0                     | 28                    |
| 7                     | 2                     | Tomas Scheckter       | Vision Racing            | 250                   | +7.5597               | 10                    | 0                     | 26                    |
| 8                     | 8                     | Scott Sharp           | Rahal Letterman Racing   | 250                   | +8.5739               | 7                     | 0                     | 24                    |
| 9                     | 4                     | Vitor Meira           | Panther Racing           | 250                   | +9.5276               | 9                     | 0                     | 22                    |
| 10                    | 20                    | Ed Carpenter          | Vision Racing            | 250                   | +10.3247              | 15                    | 0                     | 20                    |
| 11                    | 3                     | Hélio Castroneves     | Team Penske              | 249                   | +1 volta              | 6                     | 1                     | 19                    |
| 12                    | 26                    | Marco Andretti        | Andretti-Green Racing    | 249                   | +1 volta              | 14                    | 0                     | 18                    |
| 13                    | 22                    | A. J. Foyt IV         | Vision Racing            | 249                   | +1 volta              | 17                    | 0                     | 17                    |
| 14                    | 14                    | Darren Manning        | A. J. Foyt Enterprises   | 249                   | +1 volta              | 13                    | 0                     | 16                    |
| 15                    | 6                     | Sam Hornish Jr.       | Team Penske              | 248                   | +2 voltas             | 5                     | 0                     | 15                    |
| 16                    | 5                     | Sarah Fisher          | Dreyer & Reinbold Racing | 247                   | +3 voltas             | 16                    | 0                     | 14                    |
| 17                    | 55                    | Kosuke Matsuura       | Panther Racing           | 236                   | Contato               | 18                    | 0                     | 13                    |
| 18                    | 17                    | Jeff Simmons          | Rahal Letterman Racing   | 153                   | Contato               | 11                    | 0                     | 12                    |
| 19                    | 23                    | Milka Duno (R)        | SAMAX Motorsport         | 79                    | Handling              | 19                    | 0                     | 12                    |
| Relatório             |                       |                       |                          |                       |                       |                       |                       |                       |

- (R) - Rookie